# Sociala fakta
Inom sociologivetenskapen är sociala fakta värden, kulturella normer och sociala strukturer som överskrider individen och därav bidra till social kontroll. Den franske sociologen Durkheim definierade termen, och hävdade att själva sociologin borde förstås som en vetenskap gällande det empiriska studiet av sociala fakta.